# Robo de base
En el béisbol, un robo de base se produce cuando un corredor avanza con éxito a la siguiente base, mientras el lanzador está lanzando la pelota al home.

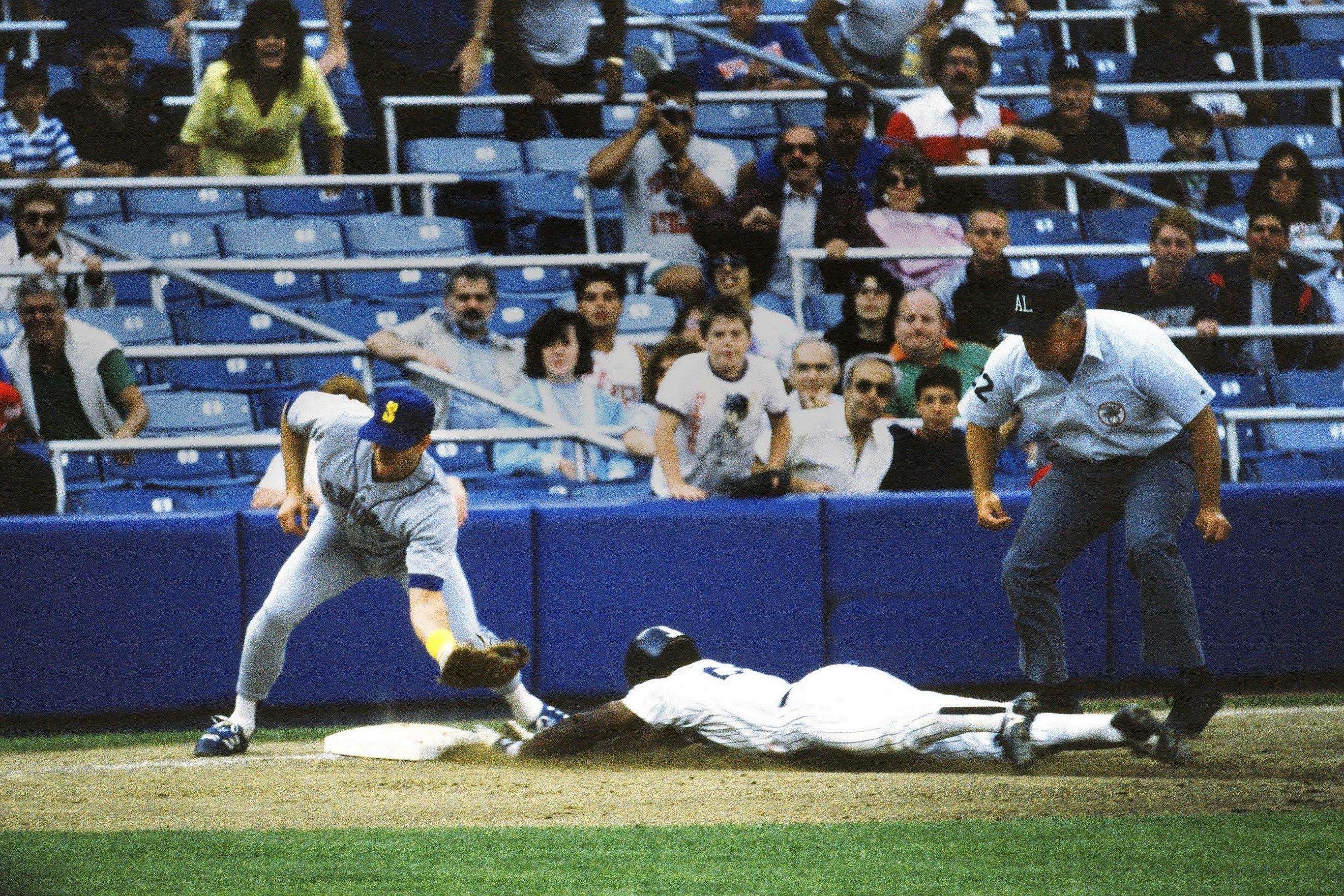
Rickey Henderson se roba 3.ª base en 1988.

Hay robos de base sencillos y múltiples ejecutados por un jugador, y hay robos de base simultáneos ejecutados por dos (o más raramente tres) jugadores a la vez. El robo de base consiste en que un jugador que esté posicionado en alguna base (primera, segunda o tercera) se desplace a la siguiente sin ser puesto out, o sea, que el jugador del equipo a la ofensiva corre velozmente con el objetivo de alcanzar la siguiente posición sin ser out. 
Las posiciones que se pueden robar son: segunda, tercera y el plato (home); por lo que un intento de robo de base solo puede ser efectuado con la condición de que haya un jugador en base y con la condición de que la siguiente base (sea segunda o tercera base) no esté ocupada por un compañero de equipo; por consiguiente, el intento de robo de base puede ser realizado por cualquier jugador (aunque la velocidad es un factor importante en esta jugada).

## Mecánica de un robo de bases
Posición inicial. Ya que el jugador del equipo en turno ofensivo se ha posicionado en base, es común que, mientras el lanzador tenga la bola, se aleje prudentemente de la base a una distancia que le dé una ventaja al acortar el tramo a recorrer entre bases, pero que a la vez sea lo suficientemente cercana a la base que ocupa para poder regresar rápidamente a tocarla, si es que el lanzador (jugador defensivo) decidiere lanzar la bola a su compañero de equipo con la intención de producir un out, y sacar al jugador contrincante. El que el jugador ofensivo se aleje de la base que ocupa, es una táctica que resulta incómoda al equipo defensivo, pero esto lleva el riesgo de retirar la protección al corredor, puesto que si fuere tocado por parte de un jugador defensivo con la bola cuando ninguna parte de su cuerpo estuviere en contacto con la base, esto se traduciría en un out.

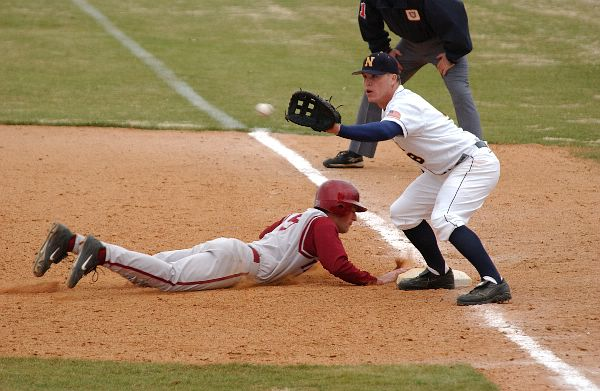
Intento de sacar al corredor. El jugador de primera base está por recibir el lanzamiento para intentar sacar al corredor (vistiendo rojo) quien se apresura a regresar a la base.

A la defensiva. Cuando un equipo sospecha a un corredor de planear robar una base, el lanzador puede enviar su lanzamiento hacia la base ocupada, para así mantener al corredor cercano a la base. O sea que desde el montículo, el pitcher en lugar de enviar su lanzamiento hacia el receptor, decide reposicionarse y enviar su tirada hacia una de las bases que esté ocupada con el fin de que su compañero de equipo la atrape con su manopla y toque al corredor del equipo contrario, así sacándolo temporalmente del juego. Esto puede ser repetido varias veces, consecutivamente, para intentar protegerse de un robo de base.
Receptor preciso. La posición del receptor toma importancia por su única perspectiva en el juego, esto significa que el receptor puede informar al pitcher que voltee o aviente la bola hacia alguna base porque el receptor considera que es posible sacar a algún jugador contrario (pickoff). Si el lanzador ha decidido arrojar la bola desde el montículo hasta el plato (home), el receptor, siendo el siguiente en controlar la bola podrá levantarse y enviarla hacia la base que considere apropiada para sacar al contrario. Esto quiere decir que el receptor puede enviar la pelota a primera, segunda o tercera base dependiendo del juego. Por ejemplo, el receptor lanzará la bola hacia segunda base si es que un jugador estaba en primera y decidió correr hacia segunda para robarse la base; o si un corredor está posicionado en segunda base y está pensando en robarse tercera base, pero no lo hace y el receptor determina que existe una posibilidad para que sea sacado en segunda base por la distancia que guarda el corredor con respecto a la base y su lanzamiento alcance la base (el guante de su compañero de equipo) antes que el corredor. 

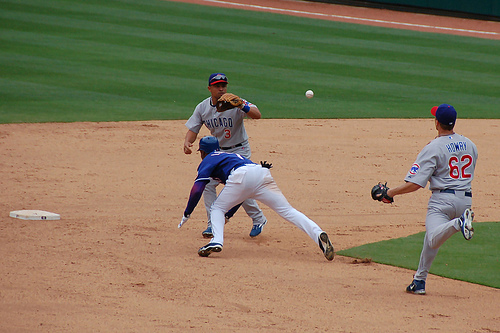
El equipo defensivo triunfa al poner fuera al corredor.

Pillado. A veces las intenciones del corredor de robarse una base pueden ser percibidas por el equipo defensivo. Muchas veces cuando esto sucede, el corredor puede hallarse en un dilema si es que el equipo defensor lo ha acorralado en el camino entre dos bases. El corredor será anulado si es que es tocado por el guante de un contrincante que lleve la bola.

## En práctica
A grandes rasgos, es posible que el robar la segunda base o la tercera base se complique dependiendo si el lanzador es zurdo o diestro, esto es porque a un lanzador zurdo le será más sencillo vigilar la primera base; y se considera más difícil robarse la tercera base cuando el pitcher lanza con el brazo derecho, por lo que el robarse home es menos común.
En la táctica de robar una base, se recomienda que el jugador, al correr, continúe enfocado en el siguiente cojín y no que voltée a ver dónde está la bola al momento.
En el juego del béisbol el robo de una base es un logro aplaudido. El robo de base más común es el de la segunda base. Cuando el robo de bases sucede consecutivamente es especial, y es mucho menos común cuando un corredor logra robarse segunda base, tercera base y home.